# 13897 Vesuvius
13897 Vesuvius este o planetă minoră (asteroid), cu un diametru de 15,379 km, din centura de asteroizi. A fost descoperită pe 29 septembrie 1973 la Observatorul Palomar de Cornelis Johannes van Houten și a fost numită după Vezuviu. 
Obiectul prezintă o orbită caracterizată de o semiaxă mare de 3,9992724 UAi, o excentricitate de 0,15, o înclinație de 9,26373 ° în raport cu ecliptica.